# Duché de Saxe-Iéna

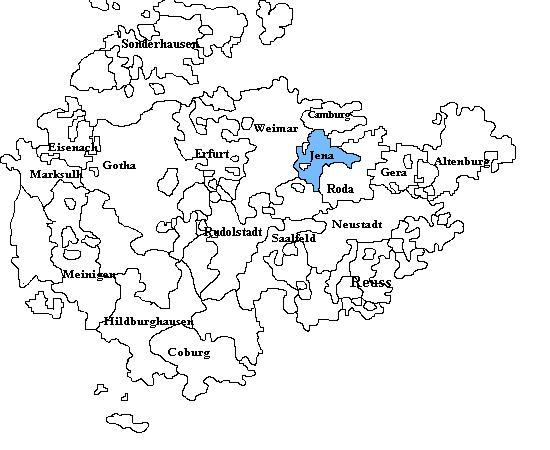
Carte de la Saxe-Iéna

La Saxe-Iéna (Sachsen-Jena) est un duché saxon qui a existé de 1672 à 1690.
Elle est issue du partage de la Saxe-Weimar entre les trois fils de Guillaume Ier. La région de Iéna revient à Bernard, le benjamin.
Après la mort sans descendance de Jean-Guillaume, fils et successeur de Bernard, la Saxe-Iéna est divisée entre les duchés de Saxe-Weimar et de Saxe-Eisenach.

## Liste des ducs de Saxe-Iéna
- 1672-1678 : Bernard
- 1678-1690 : Jean-Guillaume